# J. Gordon Edwards
J. Gordon Edwards (24 juni 1867 - 31 december 1925) was een Canadees filmregisseur.

## Levensloop en carrière

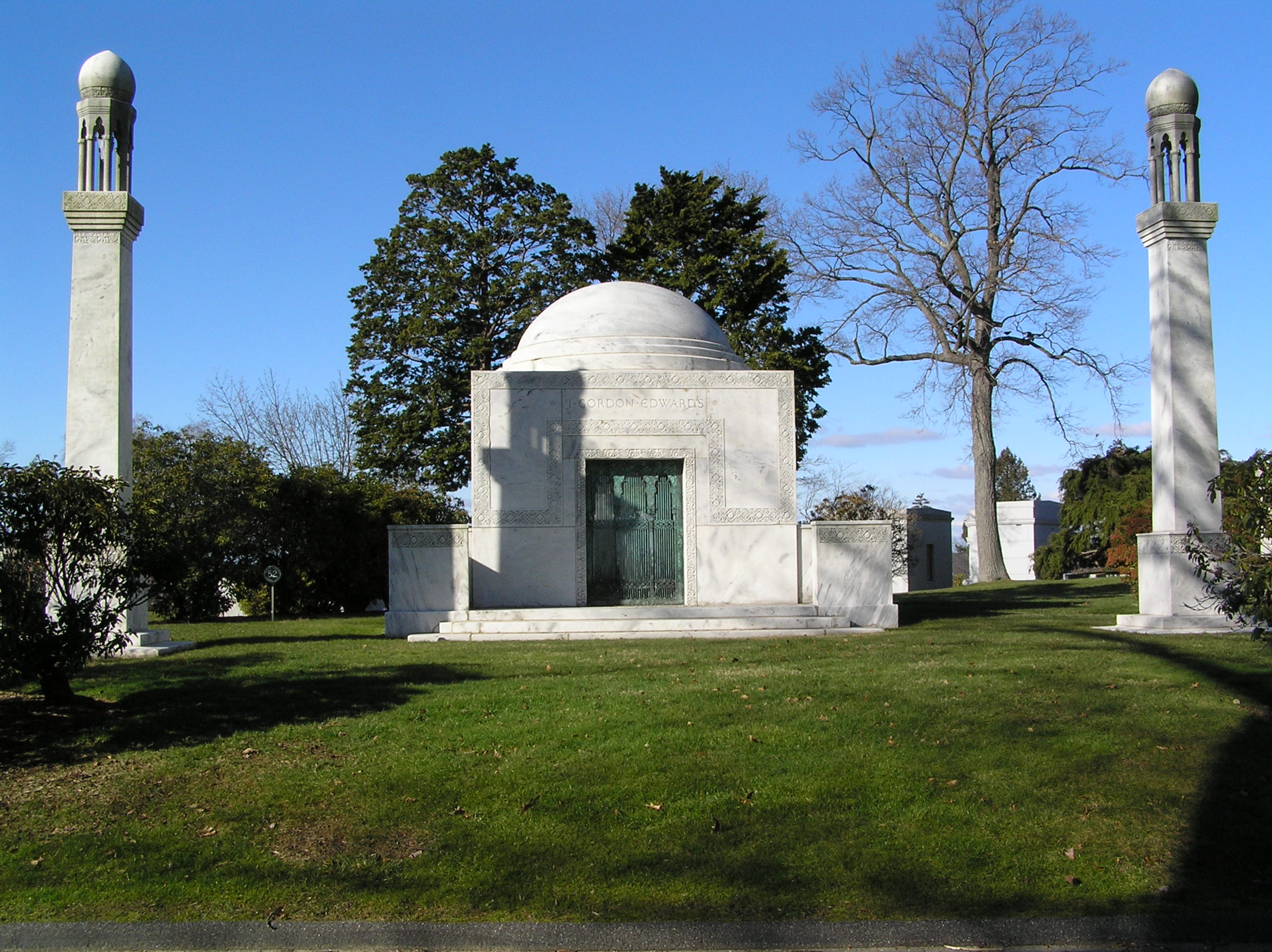
Het graf van J. Gordon Edwards

Edwards maakte zijn debuut in 1914 in de film St. Elmo. Tussen 1916 en 1919 maakte Edwards verschillende films met Theda Bara.
Edwards overleed in 1925 aan een longontsteking. Hij was de stiefgrootvader van Blake Edwards.

## Beknopte filmografie
- St. Elmo, 1914
- The Vixen, 1916
- Romeo and Juliet, 1916
- Cleopatra, 1917
- The Queen of Sheba, 1921

- Bibliothèque nationale de France: cb14678004h (data)
- International Standard Name Identifier: 0000 0000 0208 7497
- SNAC: w6834m3n
- Virtual International Authority File: 49486177